# Ишино (Нижегородская область)
Ишино — село в Дальнеконстантиновском районе Нижегородской области. Входит в состав Малопицкого сельсовета.

## История
В «Списке населенных мест» Нижегородской губернии по данным за 1859 год в деревне насчитывалось 132 двора и проживало 588 человека (155 мужчин и 433 женщины).

## Население
| 2002 | 2010 |
| ---- | ---- |
| 55   | ↘30  |

Национальный состав
Согласно результатам переписи 2002 года, в национальной структуре населения русские составляли  100% из 55 человек.